# 女三宮
女三宮（おんなさんのみや）は、
1. 歴代の天皇の三番目の姫宮（第三皇女）のこと。
2. 物語に登場する、本名のわからない架空の第三皇女の便宜上の名称。代表的な例として、『源氏物語』に登場する内親王が3人いる。
  1. 桐壺帝の同母妹、頭中将・葵の上の母。大宮 (源氏物語)を参照。
  2. 桐壺帝の第三皇女、賀茂斎院。母は弘徽殿女御。
  3. 朱雀帝の第三皇女、光源氏の継室。後述。

女三宮（おんなさんのみや・にょさんのみや）は紫式部の物語『源氏物語』に登場する架空の人物で、第二部といわれる「若菜」巻以降の重要人物。
光源氏の姪にして継室（最初の正妻は葵の上。紫の上は正式な結婚手続きを踏んでいないため、正妻格に留まるとする説が有力）。朱雀院の第三皇女、二品内親王。母は藤壺中宮の異母妹である藤壺女御（源氏女御）。落葉の宮（女二宮）は異母姉にあたる。
出家することになった朱雀院が、うら若い女三宮に母も亡く後見人もいないことを不憫に思い、准太上天皇となっていた源氏への降嫁を決断、14才で正妻として六条院の春の町の寝殿に入る。源氏も朱雀院を不憫に思い、また紫の上と同じく藤壺の姪（紫のゆかり）であることも脳裏をかすめ、結婚を承諾してしまったものの、容姿は美しいが藤壺にはさほど似ていなかった事と、父に溺愛されて過保護に育った故の彼女のあまりの幼さに失望し、却って紫の上への愛を増す。しかし、かねて彼女に思いを寄せていた柏木は光源氏の対応に不満を持ち、女三の宮への想いを一層強くし、彼女の事しか考えられない程苦しむ。思い悩む柏木に同情した者の手引きで柏木は女三の宮と密通、一方的で強引な逢瀬の結果、女三の宮は不義の子薫を妊娠。出産前から不義の子を宿した罪に怯え、 出産後も精神的にも弱り、食事を取らない日もあり、次第にやつれてしまう。辛い日々に「死んでしまいたい」と思うようになり少しでも徳を積んでおきたいと出家を望む。父朱雀院は弱々しい女三の宮をみかねて出家させる。しかし、尼になっても髪もあまり切らずおよそ尼らしくない尼であった。
表向きは光源氏と女三の宮の子である不義の子は薫は光源氏の元で育てられ、女三の宮は子育てをしなかった。
出家後も光源氏と会っており、光源氏は女三の宮に薫を見せながら「こんなにかわいい若君を見捨てて出家なさるなんて、なんと情けない」と注意をするが、女三の宮は何も言えずただ顔を赤くしてうつ臥してしまった。
若宮(薫)の本当の父である柏木は、女三の宮が出家した事、光源氏に女三の宮との密通を知られてしまった事で精神的に弱り、出仕を控えるようになり、若くして亡くなってしまう。
柏木は笛の名手であったが、その笛を柏木の友人であり光源氏の息子である夕霧が柏木の正妻女二宮から譲り受ける。その後、夕霧の枕元に死去した柏木が現れ、笛は息子薫に渡してほしいと伝えた事により、夕霧は柏木と女三の宮の密通を悟る。

源氏亡き後は六条院を出て、朱雀院から譲られた三条宮で余生を送る姿が「宇治十帖」に登場する。子育てに興味も示さずにただ仏の道にすがる女三宮の姿は、息子の薫の性格にも根深く影響しており、薫が成長してからは却って親のように頼りにしていたという（「匂宮」）。

これによく似た話が当子内親王と藤原道雅(藤原伊周の息子)や、藤原頼通と隆姫女王と三条天皇の間で起こっている。